# Jalrez
Jalrez ist ein Distrikt in der afghanischen Provinz Wardak mit dem Ort Jalrez (⊙) als Zentrum. Er wird bevölkert von Paschtunen, Tadschiken und Hazara. Die Fläche beträgt 1.182 Quadratkilometer und die Einwohnerzahl 62.030 (Stand: 2022).
Wichtige Agrarprodukte des Distrikts, die auch exportiert werden, sind Äpfel und Kartoffeln.
In den letzten Jahren wurden in den Höhlen von Jalrez vermehrt archäologische Ausgrabungen durchgeführt, viele Fundstätte sind jedoch das Ziel von Plünderern.